# Ricardo Costa
Ricardo Miguel Moreira da Costa (Vila Nova de Gaia, Portugal, 16. svibnja 1981.) bivši je portugalski nogometaš i nacionalni reprezentativac koji je igrao na poziciji braniča. Bio je član trofejne momčadi Porta koja je pod vodstvom Joséa Mourinha dominirala portugalskim i europskim nogometom, osvojivši Kup UEFA i Ligu prvaka.
S portugalskom reprezentacijom je nastupio na tri svjetska (2006., 2010. i 2014.) te jednom europskom (2012.) prvenstvu.

## Karijera

### Klupska karijera
Ricardo Costa je nogometnu karijeru započeo u omladinskom pogonu Boaviste dok je kao senior debitirao u redovima gradskom rivala Porta. Klub je tada vodio José Mourinho koji je s Portom osvojio dva uzastopna naslova nacionalnog prvaka te Kup UEFA i Ligu prvaka. U finalu Kupa UEFA igranom 21. svibnja 2003. protiv škotskog Celtica, Ricardo Costa je ušao u igru već u devetoj minuti susreta zamijenivši Costinhu. Godinu potom klub je osvojio i Ligu prvaka dok je igrač cijeli susret bio na klupi za rezerve.
U klubu je ostao do srpnja 2007. kada s njemačkim VfL Wolfsburgom potpisuje trogodišnji ugovor. S momčadi je u sezoni 2008./09. osvojio Bundesligu, prvu u klupskoj povijesti da bi se u ljeto 2009. pregovaralo o njegovoj prodaji u Real Zaragozu. Međutim, transfer je propao jer se igrač i aragonski klub nisu mogli dogovoriti o uvjetima tako da se Costa naposljetku vratio u matični klub. Unatoč tome što je u Wolfsburgu bio standardni igrač, tijekom zimskog prijelaznog roka u siječnju 2010., odlazi na posudbu u francuski Lille. U novom klubu je odigrao deset prvenstvenih utakmica te je dao doprinos njegovom osvajanju četvrtog mjesta u Ligue 1.
Nakon toga Ricardo Costa prelazi u Valenciju s kojom je sklopio ugovor na četiri godine.
U. 2014, Costa prelazi u katarski Al-Sailiya SC. Za ovaj klub je odigrao 14 utakmica u katarskoj ligi.
Costa je godinu dana bio član PAOK-a.

### Reprezentativna karijera
Costa je s portugalskom U21 reprezentacijom nastupao na olimpijskom turniru u Ateni 2004. Za seniore je debitirao 2005. dok je sljedeće godine s Portugalom nastupao na Svjetskom prvenstvu u Njemačkoj. Ondje je odigrao utakmicu protiv domaćina prvenstva u borbi za broncu koju je Elf dobio s 3:1.
Nakon toga uslijedila je reprezentativna stanka od četiri godine dok ga je novi izbornik Carlos Queiroz uveo na popis 24 reprezentativca za predstojeće Svjetsko prvenstvo u Južnoj Africi. Tamo je igrao na dvije utakmice, protiv Brazila u skupini (0:0) i Španjolske u četvrtfinalu (0:1). U potonjem susretu je isključen u posljednjoj minuti zbog čega je kažnjen zabranom od tri reprezentativna nastupa.
Bio je član reprezentacije i na EURU 2012 te je igrao i na Svjetskom prvenstvu u Brazilu 2014.

#### Pogoci za reprezentaciju
| #  | Datum               | Mjesto                                   | Protivnik | Pogodak | Rezultat | Natjecanje                          |
| -- | ------------------- | ---------------------------------------- | --------- | ------- | -------- | ----------------------------------- |
| 1. | 11. listopada 2013. | Estádio José Alvalade, Lisabon, Portugal | Izrael    | 1:0     | 1:1      | Kvalifikacije za SP u Brazilu 2014. |

## Vanjske poveznice
- National Football Teams.com
- Transfermarkt.com
- Soccerway.com  Arhivirana inačica izvorne stranice od 26. kolovoza 2014. (Wayback Machine)